# Blockleiter
Sous l'Allemagne nazie, un Blockleiter était un membre officiel du NSDAP chargé de la surveillance politique d'un îlot urbain représentant 40 à 60 foyers, constitué soit d’un immeuble collectif, soit d’un groupe d’habitations individuelles.
Les Blockleiters avaient pour ordre de signaler aux Ortsgruppenleiter tous ceux qui critiquaient le régime nazi. Leur nombre était environ estimé à 600 000.
Aujourd'hui, « Blockleiter » est une insulte du langage courant allemand utilisé pour stigmatiser un informateur ou un mouchard.